# Dave Wottle
David "Dave" James Wottle (7 de agosto de 1950) es un atleta retirado de pista de distancia media estadounidense. Obtuvo la medalla de oro en los 800 metros en los Juegos Olímpicos de Verano de Múnich en 1972. Es conocido por llevar una gorra de golf mientras corre.

## Primeros años
Dave Wottle nació en Canton, Ohio. Durante su infancia fue muy delgado y débil. Su médico de cabecera le dijo que tenía que hacer algo, como correr, para fortalecerse. El joven siguió ese consejo y empezó a correr.

## Carrera como corredor

### Universidad
Obtuvo una Licenciatura en Ciencias en Historia de la Bowling Green State University en 1973. Compitiendo por la universidad, terminó en segundo lugar por detrás  de Marty Liquori en la carrera de una milla en el Campeonato de la NCAA al aire libre Atletismo 1970. Durante la temporada de 1971 Wottle padeció distintas lesiones, pero un año después, en 1972, ganó la carrera de 1500 metros en el Campeonato de Pista y Campo de la NCAA al aire libre, y en el Campeonato de la NCAA atletismo al aire libre y de Campo 1973 ganó la carrera de una milla en un tiempo de 3:57.1, un récord de la NCAA que aún se mantiene. (1975 fue el último año en el que la milla se disputó en el encuentro al aire libre de la NCAA)

### Post-universitario
En los días previos a los Juegos Olímpicos de 1972 en Munich, Alemania, Wottle ganó el título AAU de 800 metros antes de igualar el récord mundial de más de 800 metros de 1:44.3 en las pruebas olímpicas de Estados Unidos
En los Juegos Olímpicos, en la final olímpica de 800 metros, Wottle se quedó el último durante los primeros 500 metros, tras lo cual empezó a rebasar a corredor tras corredor hasta la recta final. Aprovechó la ventaja en el tramo final para superar al favorito de la carrera Yevgeny Arzhanov de la Unión Soviética por solo 0,03 segundos. Esto le valió el apodo de "The Head Waiter". (Otro apodo era "Wottle the Throttle"). Aturdido por su victoria, Wottle se olvidó de quitarse la gorra en el podio durante el himno nacional. Esto fue interpretado por algunos como una forma de protesta, pero Wottle se disculpó más tarde en la conferencia de prensa después de la ceremonia de las medallas. También compitió en la carrera 1500 metros en los Juegos Olímpicos de Munich, pero fue eliminado en las semifinales.
Su particular gorra era utilizada originalmente con fines prácticos. Llevaba el pelo largo en la cúspide de su carrera, por lo que el sombrero le mantenía el pelo apartado de la cara. Tras darse cuenta de que la gorra era parte de su identidad y pensando que le daba buena suerte, la llevó el resto de su carrera profesional.

## Carrera profesional en atletismo
Wottle se convirtió en profesional en 1974, pero se retiró poco después. Más tarde, se convirtió en entrenador de atletismo en la Universidad de Walsh (1975-1977) y Bethany College (Virginia Occidental) (1977-1981).

## Carrera después del atletismo
Wottle trabajó como administrativo en el Rhodes College desde agosto de 1983 hasta que se retiró en junio de 2012. Fue Decano de Admisiones y Ayuda Financiera durante 28 años antes de pasar su último año en la escuela como asistente especial del presidente. Luego fue Vicepresidente Interino para la Gestión de Inscripción en el Millsaps College. Desde septiembre de 2013, Wottle ha sido el Vicepresidente Interino para la inscripción en la Universidad de Ohio Wesleyan en Delaware, Ohio.